# Hypermedia
Hypermedia bezeichnet eine nichtlineare Form von Medien, deren Hauptcharakteristikum die Hypermedialität ist, also die Vernetzung von Informationsknoten mithilfe von Hyperlinks. Hypermedia kann sich aus allen Typen und Formen von Medien zusammensetzen, wobei die bekannteste Variante der Hypertext ist. Fälschlicherweise wird Hypermedia oftmals mit Multimedia gleichgesetzt oder verwechselt.
Erstmals verwendet wurde der Begriff 1965 von Ted Nelson. Die Idee vernetzter Medien ist jedoch weitaus älter. Ohne den Begriff Hypermedia selbst zu nennen, beschrieb Vannevar Bush in dem Artikel As We May Think schon 1945 die zugrundeliegende Idee erstmals in einem technischen Rahmen, wie er auch heute noch genutzt wird.

## Hintergrund
Hypermedia beruht auf der Verknüpfung von Knoten (engl. nodes); diese Knoten können verschiedene Medien enthalten. Während sich der Hypertext nur auf den Wechsel zwischen Buchtext, Fußnoten und Glossar bezieht, werden bei Hypermedia-Systemen Texte (im engeren Wortsinn als Abfolge von Sätzen) mit Daten in einer Datenbank, Grafik (statische Bilder), Videos (Bewegtbilder) und Ton (Geräusch-, Sprach- und Musikereignisse) verbunden. Eine nicht-lineare Verknüpfung wird geschaffen. Hypermedia ermöglicht eine spezielle Form der Wissenserzeugung und -repräsentation. Sie kann als Teilgebiet des E-Learning verstanden werden.
Viele Autoren benutzen die Begriffe Hypertext und Hypermedia synonym (so Jakob Nielsen 1995 und Rainer Kuhlen 1997). Auch das erweiterte Verständnis von „Text“ aus der Semiotik deutet auf die Legitimität dieser Gleichsetzung hin. Jedoch werden u. a. die unterschiedlichen Zeitcharakteristika der unterschiedlichen Medienformen dabei außer Acht gelassen. Des Weiteren steht dieser Sichtweise der, ebenso stark diskutierte, multimediale Aspekt, gegenüber.
Das derzeit größte existierende Hypermedium ist das World Wide Web.

## Anwendungsschnittstelle
Als das laut Fielding wichtigste Entwurfsprinzip für REST-Architekturen basiert Hypermedia as the Engine of Application State (HATEOAS) auf Hypermedia zur losen Bindung von verschiedenen Komponenten (u. a. Client und Server).
Hier gilt die oben für Medien wie Text und Video beschriebene Non-Linearität und Vernetzung ebenso für Anwendungen (Apps), die ihre Funktionalität dynamisch via Hypermedia aus verteilten Diensten aggregieren. Der besondere Aspekt für die Entwicklung liegt darin begründet, dass die Anwendung sich auf ein generisches Verständnis von Hypermedia verlässt, diese konsumiert/interpretiert und auf ständig ändernde Schnittstellen reagiert. Somit entkoppeln sich die Architekturkomponenten voneinander und müssen nicht statisch festgeschrieben und dokumentiert werden, wie zum Beispiel bei SOAP (WSDL) oder CORBA (IDL).

## Probleme von multimedialem Hypertext
Ein zentrales Problem von multimedialem Hypertext ergibt sich durch die Integration von durch die Zeitdimension asynchronen (Film/Animation/Video und Geräusch/Sprache/Musik) sowie dynamischen (also zum Zeitpunkt des Erstellens des Hypertextes noch nicht exakt bekannten) Elementen.
Gewöhnlicher Text kann dabei beispielsweise als benannter Ausgangspunkt für das Auslösen der Vorführung eines Videofilms genutzt werden; diese Lösung wird jedoch vielfach als wenig hypermedial und unzureichend betrachtet. Ein alternativer Ansatz wurde am MIT Media Lab für das Elastic-Charles-Projekt entwickelt; dabei dient ein kleines, sich bewegendes Bild (micon [moving icon], engl. für „bewegtes Ikonogramm“) als Ausgangspunkt für eine Hypermedia-Verknüpfung.
Ein weiteres Problem von synchronen hypermedialen Elementen mit Zeitdimension ist das Adressieren eines bestimmten Zeitpunktes des Elements (möglich durch Sprungmarken) bzw. das Anbringen einer Verknüpfung innerhalb einer Bewegtbild- oder Tonfolge. Denkbar sind dann auch rein tonbasierte Hypertextsysteme.

## Anwendungsbereiche hypermedialer Systeme
Hypermediale Konzepte ermöglichen eine Vielzahl von Anwendungsmöglichkeiten:
- Technische Dokumentation in Form von Handbüchern
- Werkzeuge zur Erhebung und Repräsentation von Wissen
- Lehr-/ Lernmaterialien
- Informations-/Auskunftssystem
- CSCW Computerunterstütztes Kooperatives Arbeiten
- Computer-aided Design und Computer-aided engineering

## Bekannte Hypermedia Systeme
- HyperCard (1987)
- Webjets (2015)